# Foden

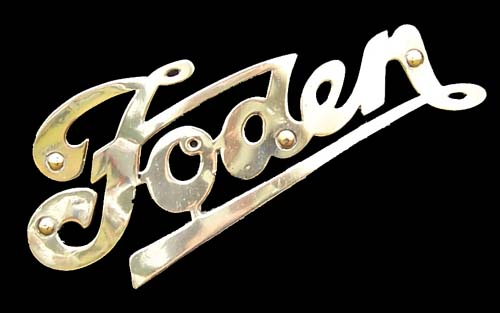
Foden-Schriftzug

Foden war ein britischer Hersteller schwerer Lkw, der zuletzt Teil der PACCAR-Gruppe war.

## Unternehmensgeschichte

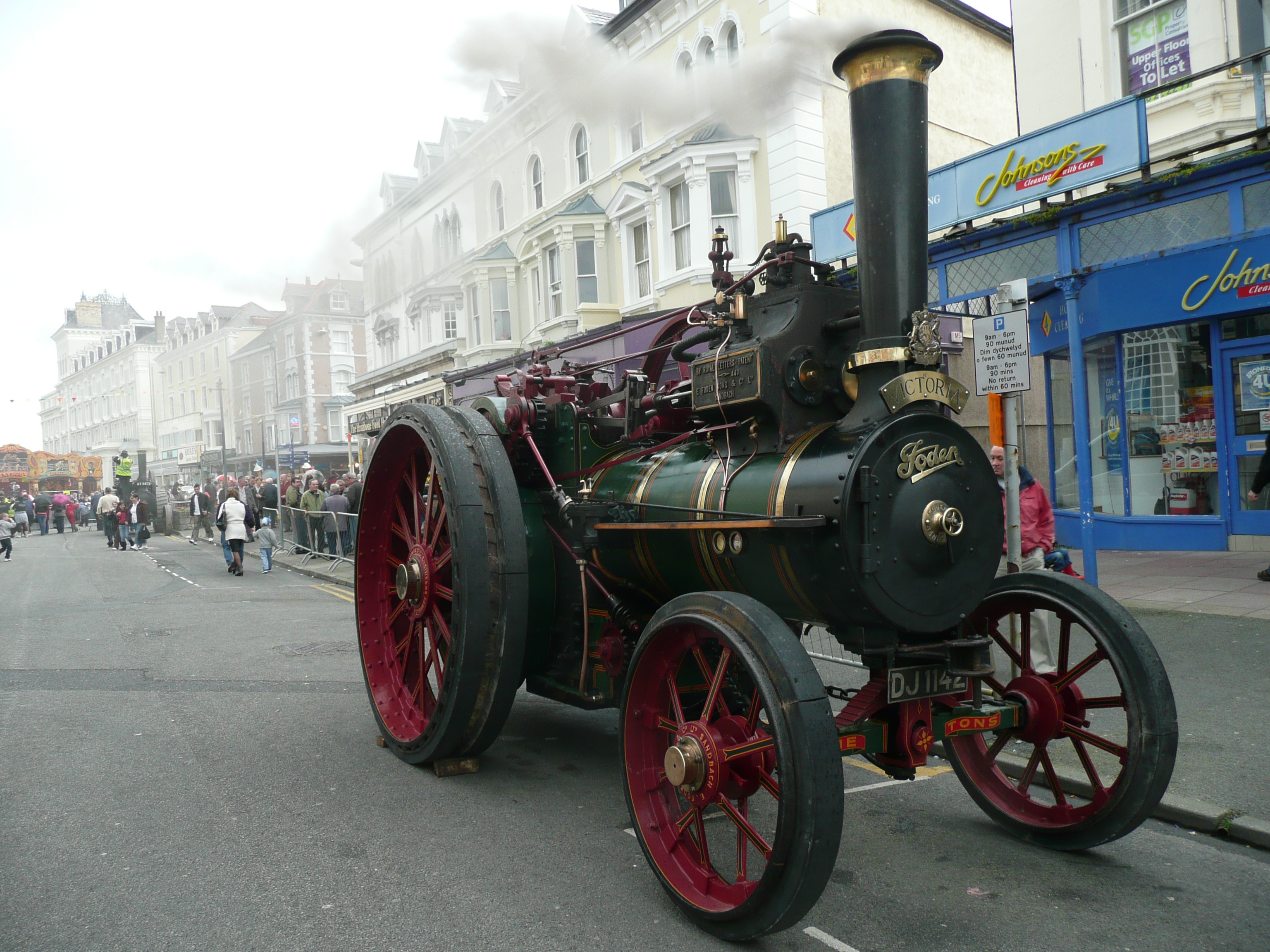
Dampftraktor von Foden, Baujahr 1899

Der Namensgeber der Firma, Edwin Foden (1841–1911), begann 1856 seine Ausbildung beim Landmaschinenhersteller Plant and Hancock. Zu Ausbildungszwecken wechselte er zu den Crewe Railway Works, trat aber 1860 wieder bei Plant and Hancock ein und wurde nach kurzer Zeit Teilhaber des Unternehmens. Foden konstruierte eine Verbunddampfmaschine, die sich als effizient und praktisch brauchbar erwies. Die Konstruktion Fodens bildete die Grundlage für alle nachfolgend hergestellten Dampfmotoren des Unternehmens.
Um die Jahrhundertwende begann das Unternehmen mit der Fertigung von dampfgetriebenen Straßenfahrzeugen, nachdem Foden 1882 sein erstes derartiges Fahrzeug konstruiert hatte. Nachdem sich der Firmengründer, George Hancock, 1887 aus der Leitung des Unternehmens zurückgezogen hatte, wurde es in Edwin Foden Sons and Co Ltd. umbenannt. Das Unternehmen produzierte stationäre Dampfmaschinen und Lokomobile für den Einsatz in der Landwirtschaft. 1899 wurde in Windsor der erste dampfgetriebene Traktor vorgestellt, im Folgejahr die Produktion von dampfgetriebenen Lastkraftwagen aufgenommen, die bis 1932 fortgeführt wurde. Bereits 1901 hatte Foden mit einem derartigen Lastkraftwagen an den auf einer Ausschreibung des britischen Kriegsministeriums beruhenden War Office Trials teilgenommen, wo das Fahrzeug hinter einem Lkw von Thornycroft den zweiten Platz belegte. Obwohl die Teilnahme nicht zu Aufträgen des britischen Militärs führte, bildete die Konstruktion die Grundlage für eine erfolgreiche Reihe von dampfgetriebenen Lastkraftwagen. Der unmittelbar auf dem Wettbewerbsfahrzeug beruhende Lkw mit 5 Britischen Tonnen Nutzlast wurde 1902 in Produktion genommen.
Edwin Foden starb am 31. August 1911; die Nachfolge traten seine Söhne Edwin Richard und William an.
Erst 1931 wurde der erste Lkw mit Dieselmotor vorgestellt. Im Jahr davor wurde eine Dampflokomotive an die Palmer Mann and Co ausgeliefert, jedoch blieb der Vorstoß auf den Markt der Schienenfahrzeuge folgenlos. Der 1931 vorgestellte Lkw war mit einem Dieselmotor von L. Gardner and Sons ausgerüstet, später waren auch Motoren anderer Hersteller verfügbar. 1932 schied Edwin Richard Foden (einer der Söhne von Edwin Foden) aus dem Unternehmen Foden aus und gründete die Konkurrenzfirma ERF, weil er seine Partner nicht vom Dieselmotor überzeugen konnte. 1934 stellte schließlich Foden die erste Baureihe mit Dieselmotor vor. 1935 wurde das letzte dampfgetriebene Straßenfahrzeug ausgeliefert. Insgesamt wurden über 6.500 Straßenfahrzeuge mit Dampfantrieb gebaut.

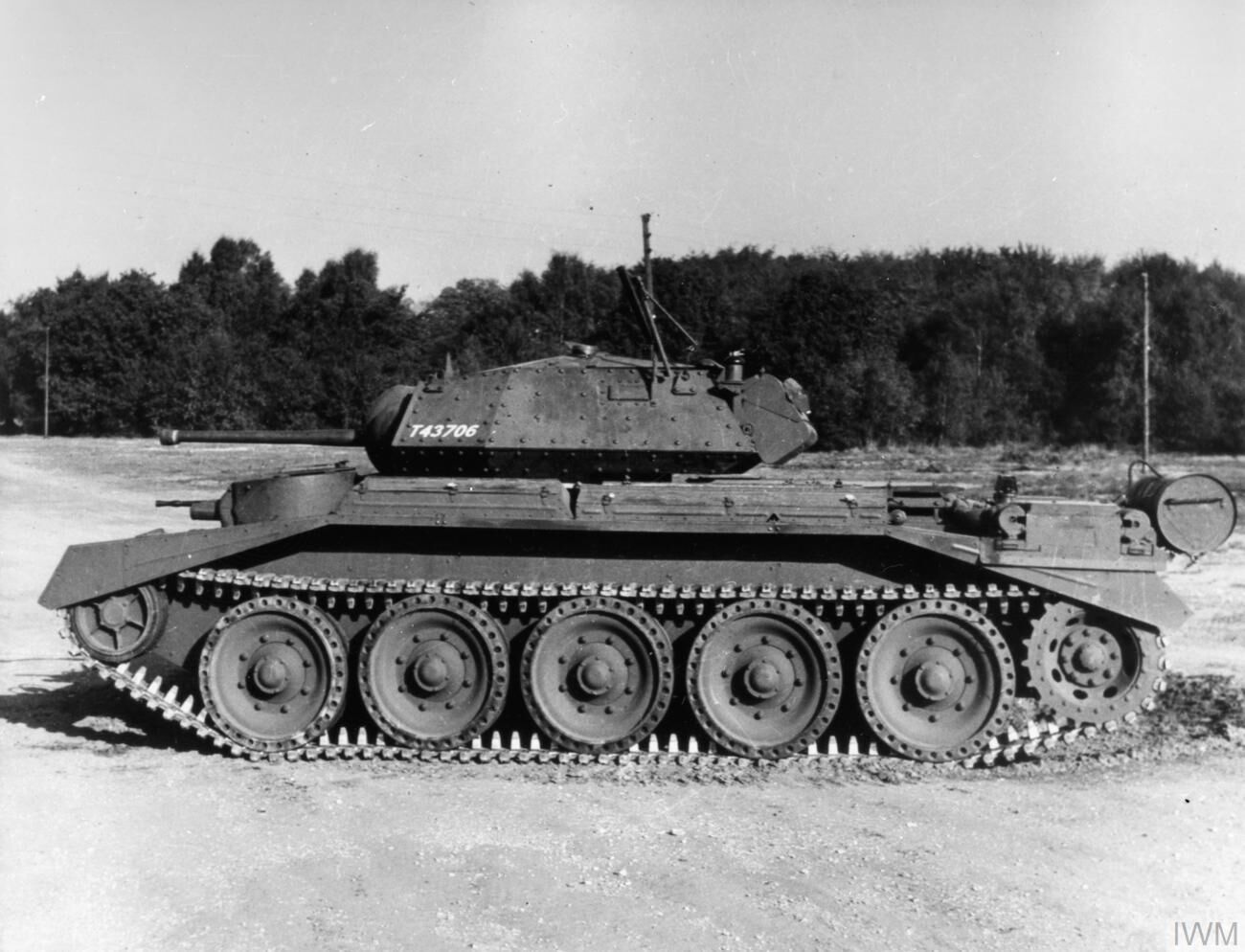
Kriegsproduktion bei Foden: mittlerer Panzer Crusader

Während des Zweiten Weltkrieges stellte das Unternehmen Rüstungsgüter her. Insgesamt wurden 1.750 schwere Lkw mit der Radformel 6 × 4 sowie 770 Panzer vom Typ Crusader bzw. Centaur gefertigt. Außerdem war Foden noch an der Munitionsherstellung beteiligt, so produzierte man 7,5 Millionen 20-mm-Granaten.
1948 begann Foden mit der Produktion eigener Motoren, nachdem bereits 1944 die Fertigung angekündigt wurde. In diesem Jahr stellte das Unternehmen den FD6, seinen ersten Zweitakt-Dieselmotor mit 4,1 l Hubraum und einer Leistung von 126 bhp vor. Der Zweitakt-Dieselmotor blieb bis zur Produktionseinstellung 1977 kennzeichnend für die Lastkraftwagen des Unternehmens. Foden wurde zu einem führenden Hersteller von Muldenkippern, nachdem die Steel Company of Wales 1947 eine große Anzahl von Kippern mit großem Ladevolumen bestellt hatte. Bereits 1961 hatte Foden über 2.100 Mitarbeiter. 1974 wurde eine neue Produktionsstätte eröffnet, 1977 mit dem Fleetmaster mit Dieselmotoren von Cummins bzw. Rolls-Royce und dem Haulmaster, nur mit Motoren von Cummins erhältlich, eine neue Generation schwerer Lastkraftwagen eingeführt.
1979 führten größere Investitionen und schlechter Absatz das Unternehmen in Konkurs. Der Bau einer neuen Fertigungsstätte, die Entwicklung des letztendlich erfolglosen Doppeldeckerbusses Foden NC, verbunden mit der Einführung der neuen Lkw-Reihe 1977 während der durch die Ölkrise 1973 hervorgerufenen Depression, führten das Unternehmen in ökonomische Schwierigkeiten. Foden musste staatliche Hilfen in Anspruch nehmen. Erst 1978/79 wirtschaftete Foden dank 1973 akquirierter Rüstungsaufträge im Wert von ungefähr 10 Millionen £ wieder profitabel. 1980 wurde Foden von Paccar erworben und die Firma hieß fortan „Sandbach Engineering Company“. 1981 wurde die Lkw-Produktion auf niedrigem Niveau wieder begonnen. Man konzentrierte sich auf Vierachs-Modelle. Ab 1983 hieß die Firma „Foden Trucks“. Im Jahr 1998 wurden 423 Lastwagen produziert und im Jahr 1999 waren es 1123 Fahrzeuge.
1999 wurde die Produktion bei Foden eingestellt. Bis 2006 wurden Foden-Modelle im auch zu Paccar gehörenden Leyland-Werk hergestellt. Zuletzt handelte es sich bei den unter Foden angebotenen Fahrzeugen jedoch nur noch um per Badge-Engineering umbenannte DAF-Modelle. Wegen geringer Nachfrage wurde der Markenname Foden 2006 eingestellt.

## Produktionszahlen Foden
1998 bis 2006
| Jahr | 1994 | 1995 | 1996 | 1997 | 1998 | 1999  | 2000  | 2001  | 2002 | 2003 | 2004 | 2005 | 2006 |
| ---- | ---- | ---- | ---- | ---- | ---- | ----- | ----- | ----- | ---- | ---- | ---- | ---- | ---- |
|      |      |      |      |      | 423  | 1.123 | 1.121 | 1.092 | 972  | 923  | 831  | 732  | 264  |

## Lkw

### Dampfgetriebene Traktoren und Lkw

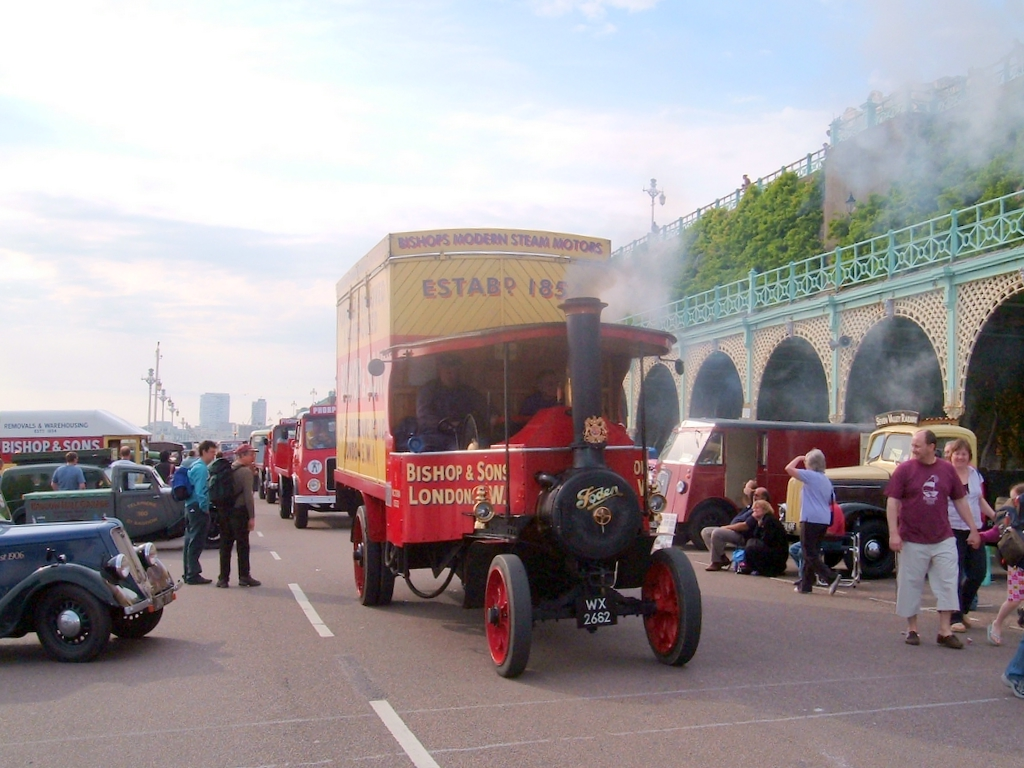
Dampfgetriebener Lastkraftwagen von Foden, Baujahr 1930, Nutzlast 5 Britische Tonnen

Der Einstieg von Foden in die Produktion von Lastkraftwagen begann 1896 mit dem Ende des Red Flag Act. Bis dahin war die Höchstgeschwindigkeit für Fahrzeuge über 3 Tonnen Gesamtgewicht auf maximal 12 Meilen pro Stunde (~ 19,2 km/h) beschränkt. Das Ende dieses Gesetzes öffnete den Markt für schnell fahrende Lkw mit hoher Nutzlast. Da Foden durch die Konstruktion und den Bau von Lokomobilen und dampfgetriebenen Traktoren bereits über einen reichhaltigen Erfahrungsschatz verfügte, konnte das Unternehmen sehr schnell entsprechende Lastkraftwagen anbieten. Für die War Office Trials konzipierte Foden 1901 einen Lkw mit einer Nutzlast von 3 Tonnen. Das Fahrzeug belegte im Wettbewerb den zweiten Platz hinter einem Lkw von Thornycroft; die Entscheidung war jedoch umstritten und für viele Kommentatoren galt Foden als eigentlicher Sieger des Wettbewerbes. Foden konnte sich mit dampfgetriebenen Fahrzeugen lange am Markt behaupten, in den 1920er Jahren wurde jedoch deutlich, dass die Zukunft dem Verbrennungsmotor gehörte. Die Kontroversen um den Einsatz des Dieselmotors führten zur Gründung des Unternehmens ERF.

### Erste Diesel-Lkw

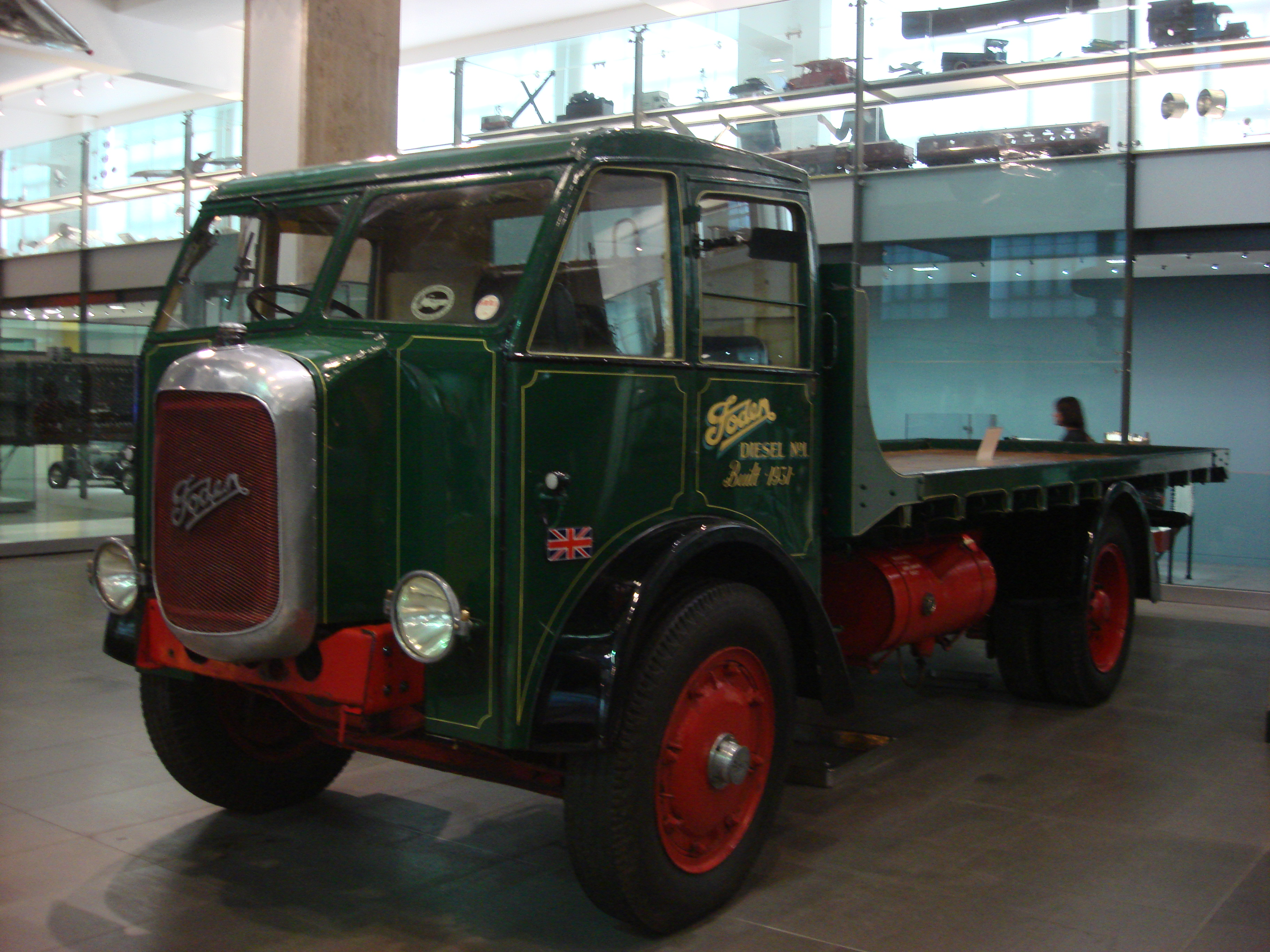
Foden F1, Baujahr 1931, erster Foden-Lkw mit Dieselmotor

Der 1931 vorgestellte Lkw nutzte einen Fünfzylinder-Dieselmotor von Gardner, den 5L2, zusammen mit einem manuell zu schaltenden Vierganggetriebe. Das Fahrzeug hatte eine Nutzlast von 6 Britischen Tonnen. Obwohl das Fahrzeug überzeugte, waren die Auseinandersetzungen im Unternehmen noch nicht beendet. Foden brachte eine Reihe von Lkw mit Nutzlasten zwischen zwei und sieben Tonnen auf den Markt, die sich jedoch nicht sonderlich gut verkauften. Motorisiert wurden die Fahrzeuge mit Triebwerken von Austin, Dorman, Meadows oder Perkins.
Erst mit der Rückkehr William Fodens aus Australien vollzog das Unternehmen 1935 die endgültige Wende zum Einsatz von Dieselmotoren. Zunächst wurden schwere, sechsrädrige Lkw mit einer Nutzlast von zehn bzw. zwölf Tonnen in Produktion genommen. Nach den damaligen britischen Zulassungsvorschriften war dies die maximale Nutzlast für dreiachsige Lkw. Verbaut wurden Dieselmotoren von Gardner. Gegen Ende des Jahres erschien ein kleinerer Lkw mit einer Nutzlast von vier Tonnen, bei dem der LK4, ein Vierzylinder-Dieselmotor von Gardner, zum Einsatz kam. Auch diese Modelle waren am Markt nicht sonderlich erfolgreich. Als erfolgreichstes Modell erwies sich ein schwerer vierachsiger Lkw mit einer Nutzlast von 15 Tonnen, der 1937 durch einen Zehntonner mit doppelter, lenkbarer Vorderachse ergänzt wurde. Zum Ende der 1930er Jahre wurden die Lkw mit Dieselmotoren als Serie DG vermarktet.

### Serie DG
Mit dem DG wurde eine erfolgreiche Konstruktion entwickelt, die bis zum Zweiten Weltkrieg gebaut wurde. Traditionell steht der zweite Buchstabe in der Typenbezeichnung für die Motorvariante, da lange Zeit nur Triebwerke von Gardner verbaut wurden, lautet er bis zum Beginn der 1950er Jahre stets G. Auf Grundlage des DG entstand eine militärische Version, die während des Krieges gebaut wurde. Foden baute das Sortiment bis zu Fahrzeugen mit 15,5 Britischen Tonnen Nutzlast systematisch aus. Die Serie umfasste zwei-, drei- und vierachsige Fahrzeuge. Motorisiert waren die Fahrzeuge mit dem LW6, einem Sechszylinder-Dieselmotor von Gardner. Für die kleineren Fahrzeuge waren Vier- und Fünfzylindermotoren, ebenfalls von Gardner, erhältlich. Im Jahr 1938 wurden folgende Modelle angeboten:
| Modell     | Anzahl Achsen | Nutzlast                                     | Motor                          | Leermasse          |
| DG4/7 1/2  | 2             | 7,5 Britische Tonnen, 10 Tonnen mit Anhänger | LK4, Vierzylinder-Dieselmotor  | 4 Britische Tonnen |
| DG5/7 1/2  | 2             | 7,5 Britische Tonnen                         | 5L2, Fünfzylinder-Dieselmotor  | 4 Britische Tonnen |
| DG6/7      | 2             | 14,0 Britische Tonnen mit Anhänger           | LW6, Sechszylinder-Dieselmotor | 5 Britische Tonnen |
| DG5/10     | 3             | 10,0 Britische Tonnen                        | 5L2, Fünfzylinder-Dieselmotor  | 5 Britische Tonnen |
| DG6/12 1/2 | 3             | 12,5 Britische Tonnen                        | LW6, Sechszylinder-Dieselmotor | 6 Britische Tonnen |
| DG6/15 1/2 | 4             | 15,5 Britische Tonnen                        | LW6, Sechszylinder-Dieselmotor | 7 Britische Tonnen |

### Serie OG
Ergänzt wurde die Produktionspalette durch den kleineren Typ OG, der für Nutzlasten von 4 (ca. 4060 kg) bzw. 6 Britischen Tonnen (ca. 6100 kg) ausgelegt war. Der OG4/4 hatte einen Radstand von 3048 mm. Während das kleinste Fahrzeug der Baureihe nur mit dem Vierzylinder-Dieselmotor von Gardner geliefert wurde, standen für das größere Modell die auch in der Serie DG verbauten Fünf- und Sechszylinder des Motorenherstellers zur Verfügung. Der LK4-Motor hatte eine Bohrung von 95,25 mm und einen Hub von 135,35 mm, somit einen Hubraum von 3858 cm³. Er leistete 53 b.h.p. (40 kW) bei 2000/min. Das maximale Drehmoment lag bei 147 lbf·ft (199 N·m) bei 1200/min. Das Fahrzeug hatte einen Wendekreis von 12,8 m. Im Jahr 1938 wurden folgende Modelle angeboten:
| Modell | Anzahl Achsen | Nutzlast           | Motor                          | Leermasse          |
| OG4/4  | 2             | 4 Britische Tonnen | LK4, Vierzylinder-Dieselmotor  | 50 cwt             |
| OG4/5  | 2             | 6 Britische Tonnen | 5L2, Fünfzylinder-Dieselmotor  | 3 Britische Tonnen |
| OG4/6  | 2             | 6 Britische Tonnen | LW6, Sechszylinder-Dieselmotor | 3 Britische Tonnen |

### Serie F

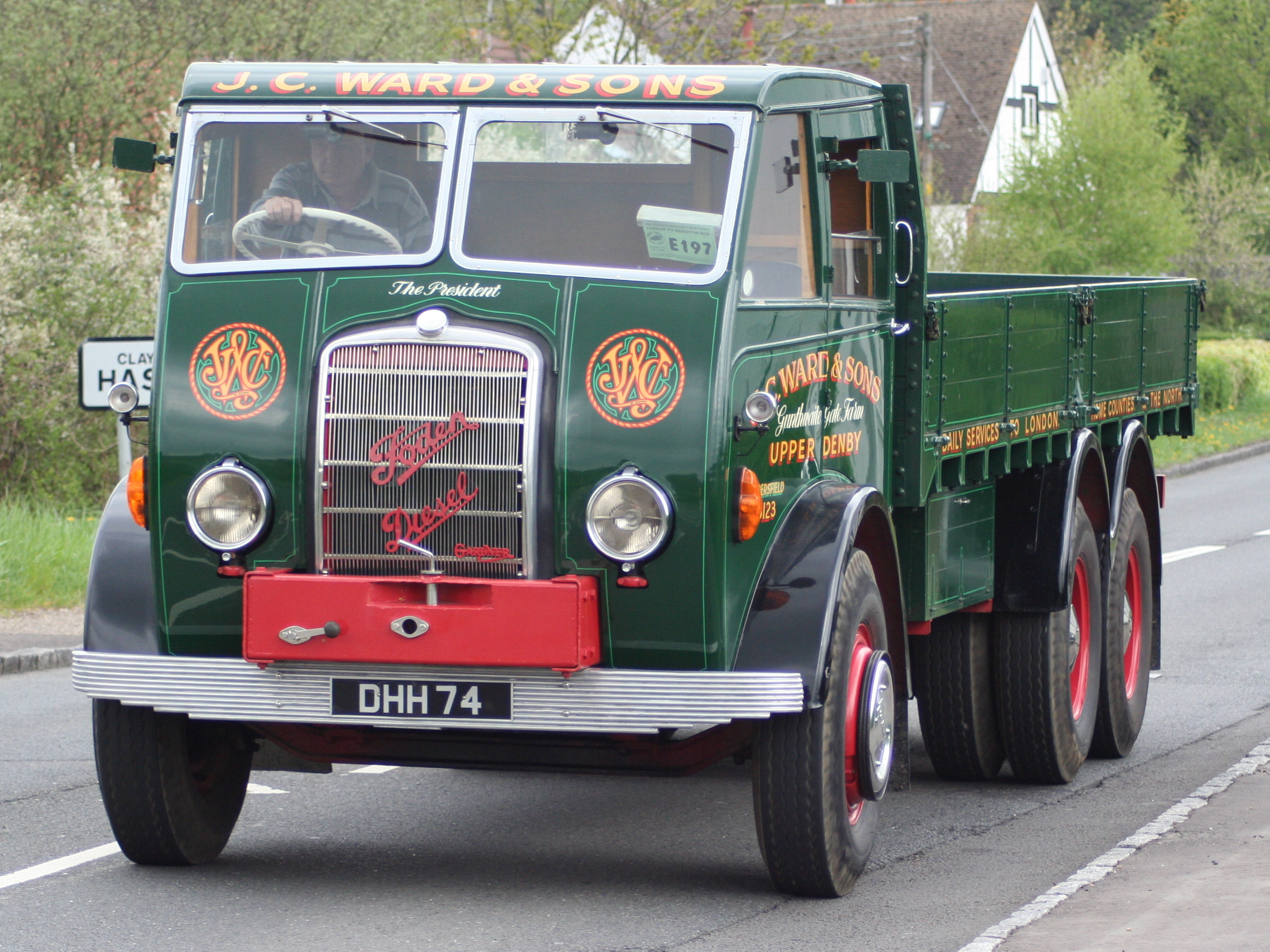
Foden FG6, Baujahr 1947

Nach Kriegsende wurde die Produktion der Vorkriegsmodelle zunächst wieder aufgenommen. Dabei entstanden aus der Serie DG u. a. die Serien F und S. Die Fahrzeuge der Serie FG wurden durch Dieselmotoren von Gardner angetrieben, während die Fahrzeuge der Serie FE den Zweitakt-Dieselmotor aus eigener Herstellung erhielten. Dieser Motor erreichte in der Ausführung Mk III bei einem unveränderten Hubraum von 4,1 l mittlerweile 150 bhp. Die Serie F umfasste schwere sechs- und achträdrige Lkw. Die Fahrzeuge wurden größtenteils als Pritschenfahrzeuge, Muldenkipper und Sattelzugmaschinen ausgeliefert; es waren jedoch auch Fahrgestelle für Sonderaufbauten lieferbar. Bei den Vierachsern waren die beiden hinteren Achsen angetrieben, die Räder der vorderen Zwillingsachse lenkbar. 1949 produzierte Folden erstmals Fahrerhäuser in Ganzstahlausführung. Die Fahrzeuge wurden mit manuell zu schaltenden Vier- und Fünfganggetrieben, Sechs- und Achtganggetrieben mit Overdrive und Zwölfganggetrieben angeboten. Der dreiachsige Pritschenwagen wurde mit zwei verschiedenen Radständen von 16 Fuß 1 Zoll bzw. 17 Fuß 6 Zoll angeboten, das Fahrgestell für Kipper war mit insgesamt vier verschiedenen Radständen von 11 Fuß 3 Zoll bis 14 Fuß 2 Zoll lieferbar. Der vierachsigen Pritschen-Lkw war nur mit dem Radstand von 13 Fuß 7 Zoll lieferbar, während der vierachsige Kipper mit drei verschiedenen Radständen von 9 Fuß 9 Zoll bis 11 Fuß 3 Zoll angeboten wurde.
1958 führte Foden auch Scheibenbremsen und Luftfederung bei seinen Lkw ein. Durch die Kombination verschiedener Chassis, Motoren, Getriebe, Hinterachsen und sonstiger Baugruppen konnte Foden unterschiedlichste Anforderungen der Kunden abdecken und sich dadurch mit relativ geringem Aufwand einen großen Marktanteil sichern. Im Bereich der vierachsigen Kipper besaß Foden praktisch eine Monopolstellung im Vereinigten Königreich. Eine marktbeherrschende Stellung hatte Foden auch im Bereich schwerer Zugmaschinen mit bis zu 90 Britischen Tonnen Anhängelast, die auch nach Australien exportiert wurden. 1958 wurden in der F-Serie folgende Fahrzeuge angeboten:
| Modell | Anzahl Achsen | Nutzlast            | Motor                                                     | Leermasse                                                                                           |
| FE6/20 | 3             | 20 Britische Tonnen | Foden Mk III, Sechszylinder-Zweitakt-Dieselmotor, 150 bhp | Pritsche: 6 tons 8 cwt. bei Radstand 16 Fuß 1 Zoll Kipper: 7 tons 5 cwt. bei Radstand 11 Fuß 3 Zoll |
| FG5/20 | 3             | 20 tons             | 5LW, Fünfzylinder-Dieselmotor, 94 bhp                     | wie oben + 2 cwt.                                                                                   |
| FG6/20 | 3             | 20 tons             | 6LW, Sechszylinder-Dieselmotor, 112 bhp                   | wie oben + 3 cwt.                                                                                   |
| FE6/24 | 4             | 24 tons             | Foden Mk III, Sechszylinder-Zweitakt-Dieselmotor, 150 bhp | Pritsche: 6 tons 13 cwt. bei Radstand 13 Fuß 7 Zoll Kipper: 7 tons 5 cwt. bei Radstand 9 Fuß 9 Zoll |
| FG6/24 | 4             | 24 tons             | 6LW, Sechszylinder-Dieselmotor, 112 bhp                   | Pritsche: 6 tons 16 cwt. bei Radstand 13 Fuß 7 Zoll Kipper: 7 tons 8 cwt. bei Radstand 9 Fuß 9 Zoll |

### Serie S

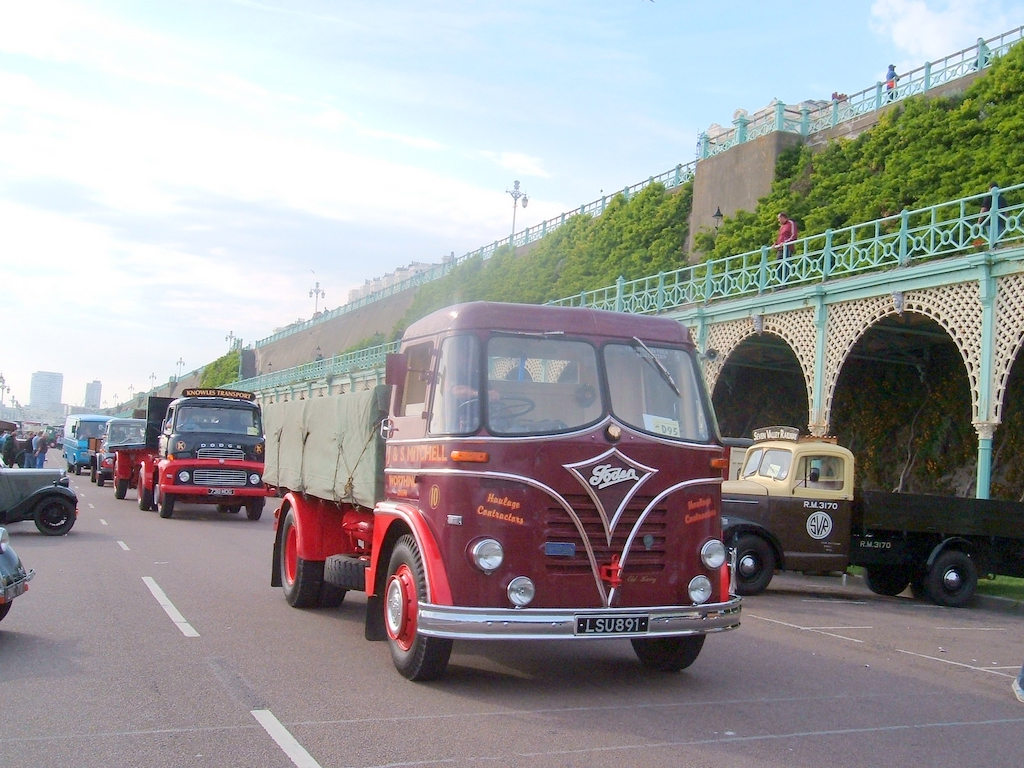
Foden S20, Baujahr 1959

1958 stellte Foden ein Fahrerhaus vor, das zu einem Teil aus glasfaserverstärktem Kunststoff bestand. Damit war der Hersteller auch international einer der Vorreiter im Einsatz von Verbundwerkstoffen. 1962 wurden kippbare Fahrerhäuser in die Serienproduktion übernommen. Foden war der erste britische Hersteller, der derartige Konstruktionen anbot. Für Kipper waren halbseitige Fahrerhäuser verfügbar. Die Serie S wurde in unterschiedlichen Größen mit verschiedenen Aufbauten hergestellt, darunter waren weiterhin drei- und vierachsige Lkw. Im Jahr 1964 wurde die Gesetzgebung im Vereinigten Königreich dergestalt geändert, dass die Zulassung und der Betrieb von Sattelzugmaschinen erleichtert wurde. Foden reagierte auf den wachsenden Markt, indem entsprechende Fahrzeuge bis zu einer zulässigen Gesamtmasse von 32 Britischen Tonnen angeboten wurden. Für alle Fahrzeuge waren nun halbseitige Fahrerhäuser optional erhältlich. Mit dem Foden Twin Load stellte das Unternehmen 1965 ein innovatives Sattelschlepperkonzept vor, das aus einem Zug mit zwei nahezu gleich großen Ladeflächen bestand. Daneben wurden aber auch konventionelle Sattelzugmaschinen angeboten.

### Haulmaster/Fleetmaster

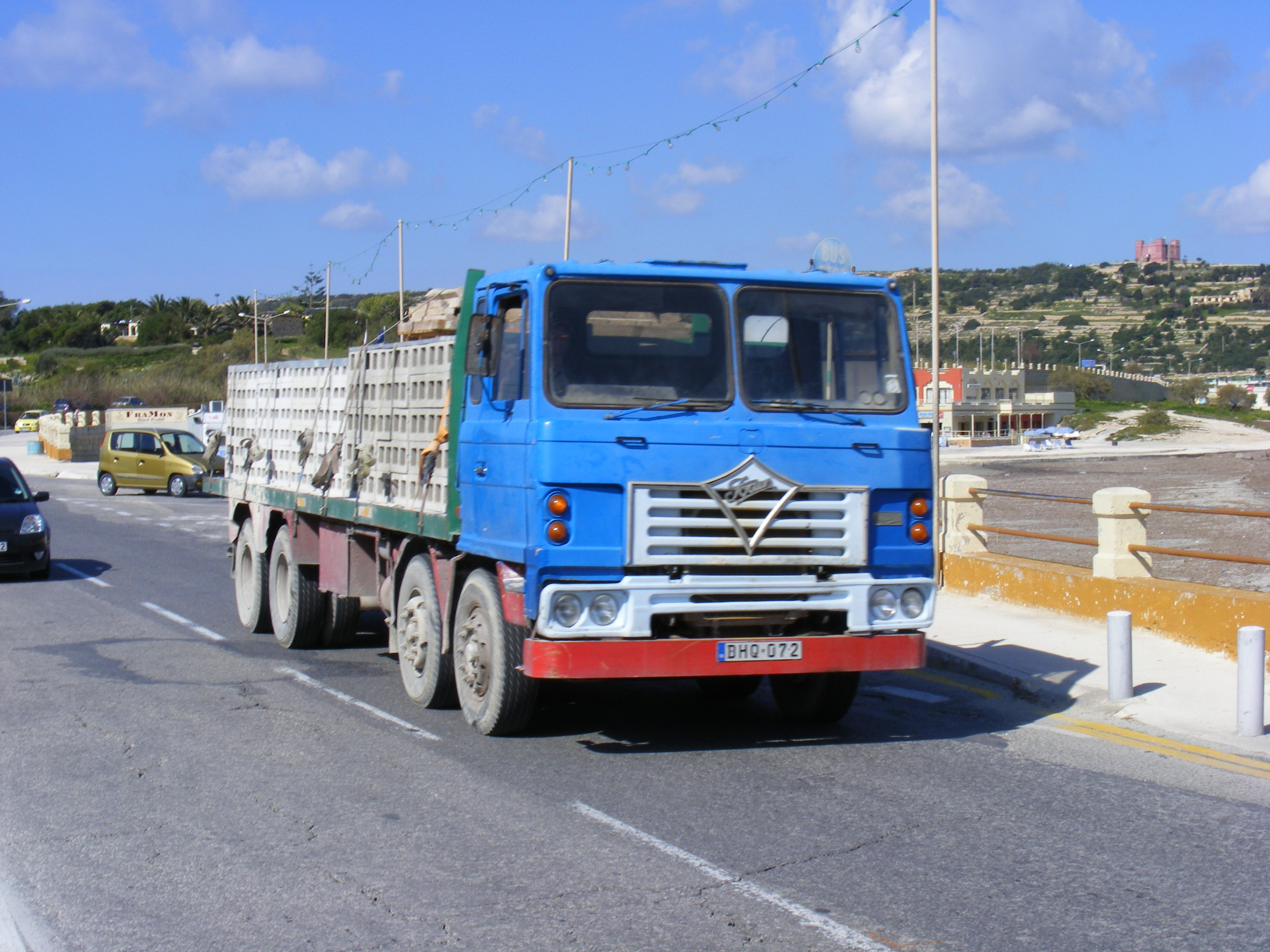
Foden Haulmaster

Mit dem Haulmaster und dem Fleetmaster wurde 1977 eine neue Reihe schwerer Lkw eingeführt, die zum großen Teil als Sattelzugmaschinen gebaut wurden. Da der von Foden produzierte Zweitakt-Dieselmotor die immer schärferen Abgasbestimmungen nicht erfüllen konnte, griff man auf Motoren von Cummins und Rolls-Royce zurück.

### Serie 3000/4000

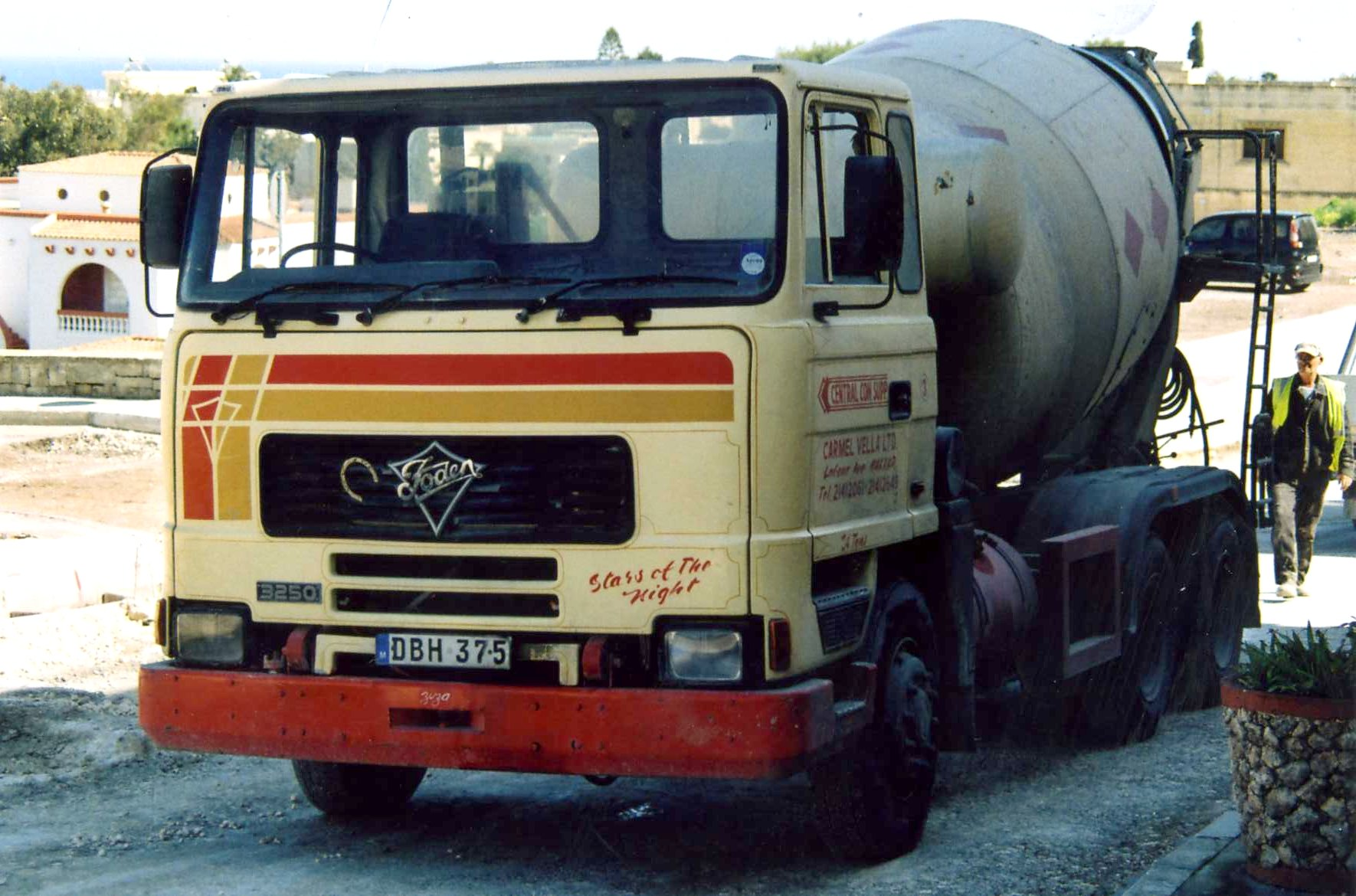
Foden 3250

Auch nach der Übernahme durch PACCAR wurde die Produktion dieser Modelle zunächst fortgeführt. Die Serien 3000 und 4000 waren direkte Weiterentwicklungen der Master-Serien.

### DROPS Heavy utility truck
Der Drops war ein hochgeländegängiger 8x6 Hakenlift für die britische Armee, er hatte einen Perkins Eagle 350MX Turbodieselmotor mit 12 l Hubraum, ein Leergewicht von 14 t und eine Zuladung von 15 t. Er wurde ab 1994 in einer Stückzahl von mindestens 400 in Dienst gestellt.

### Foden Alpha

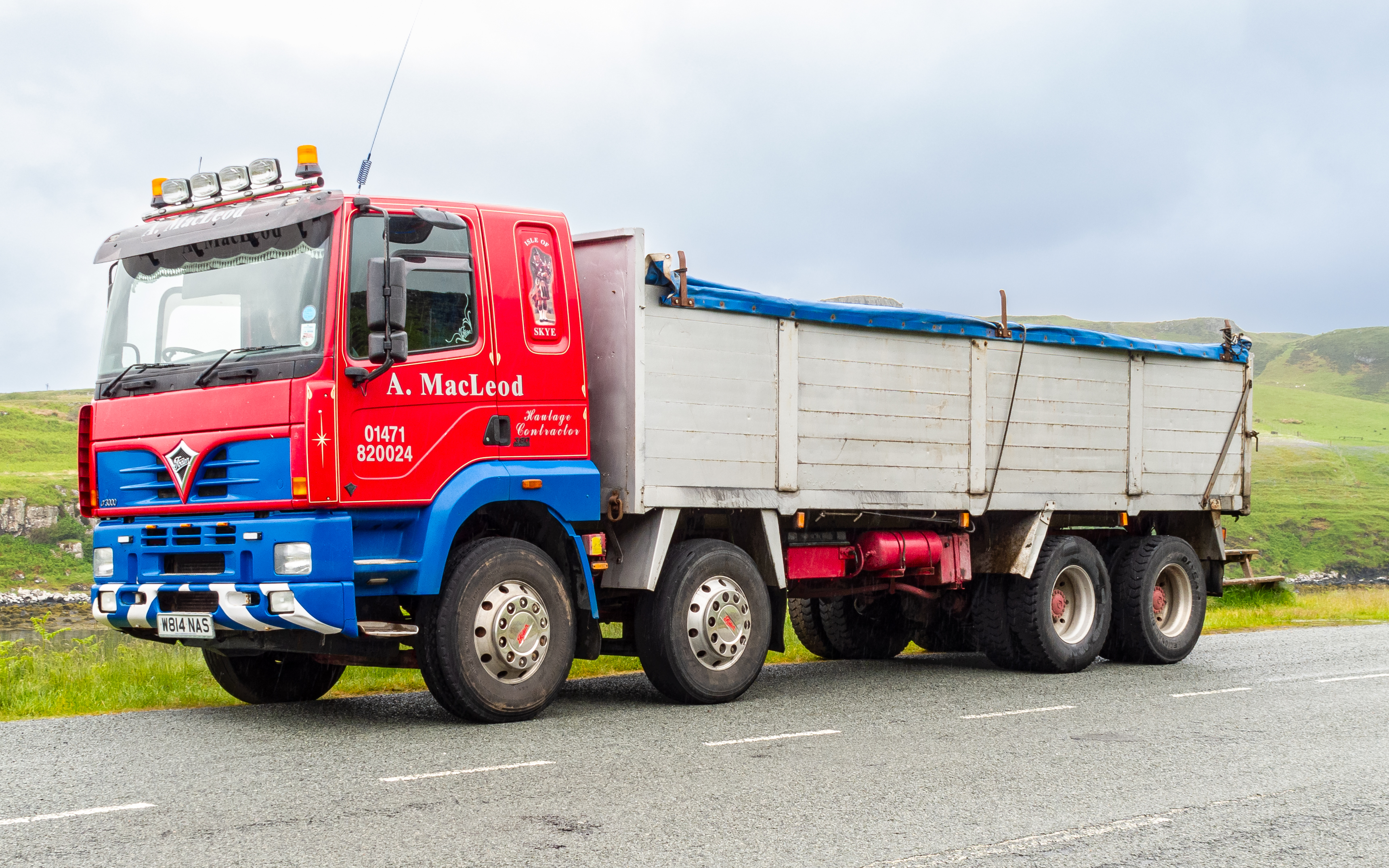
Foden Alpha 3000

Nachdem PACCAR 1996 DAF und 1998 Leyland übernommen hatte, wurden ab 1998 Fahrzeuge von DAF montiert, die jedoch im sogenannten Badge-Engineering weiterhin als Foden Alpha vertrieben wurden.

## Busse

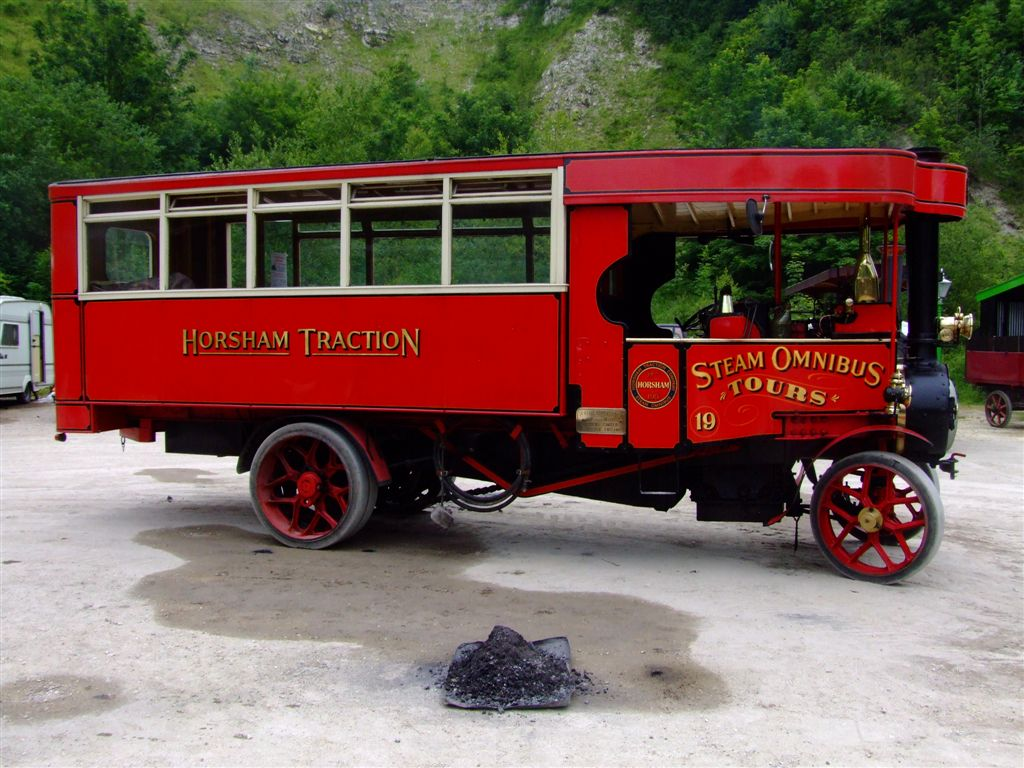
Dampfgetriebener Omnibus von Foden

### PSV

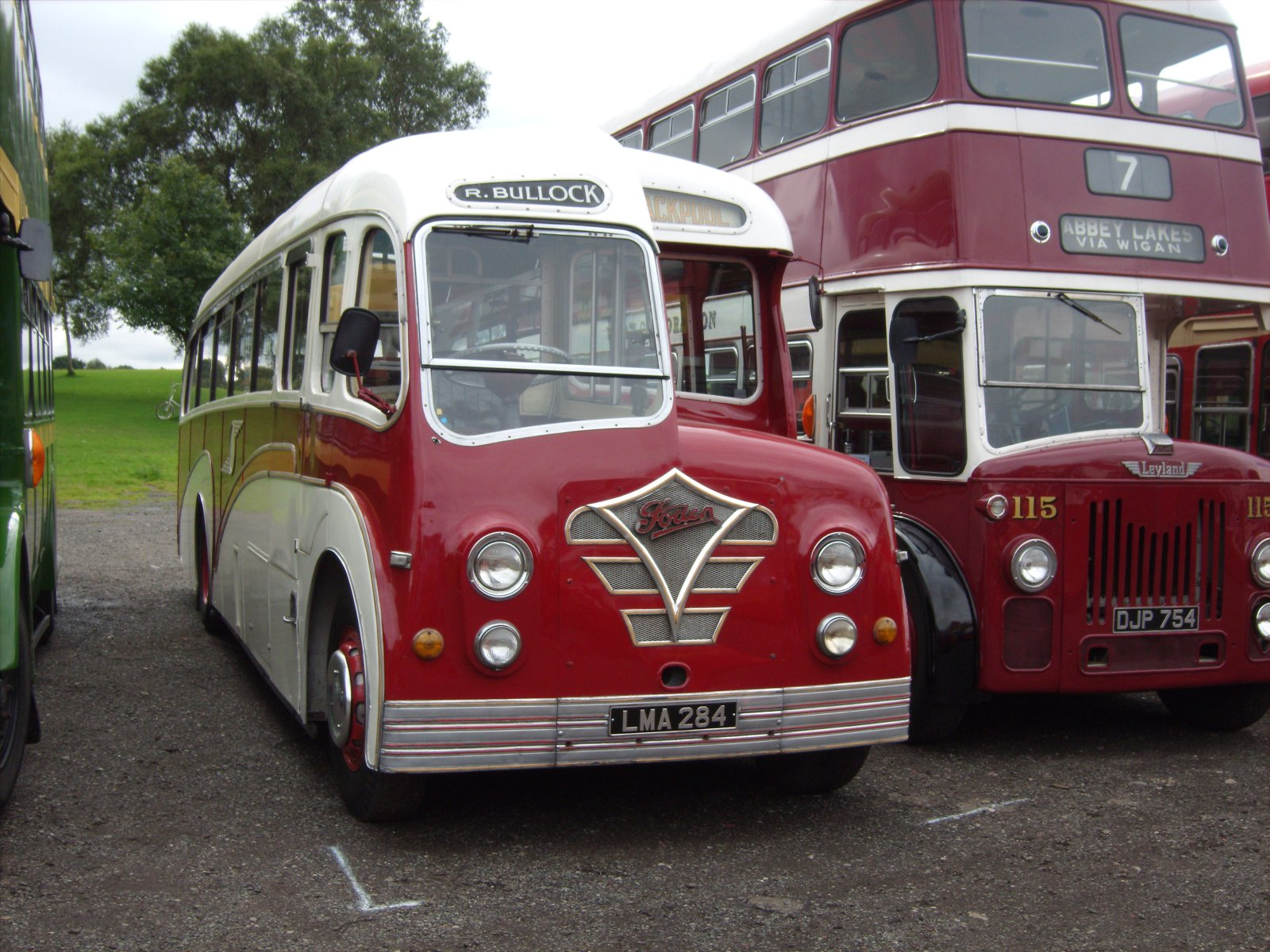
Foden PSV

Foden hatte bereits vor dem Zweiten Weltkrieg Busse hergestellt, jedoch blieb die Produktion eher gering. Wie auch im Bereich der Lkw stellte man bis 1931 dampfgetriebene Fahrzeuge her. Erst 1933 erschien mit dem PSV der erste Foden-Bus mit einem Dieselmotor. Das Chassis wurde für Frontlenker-Aufbauten ausgelegt. Zum Einsatz kam ein Gardner 4LW-Dieselmotor, der stehend hinter dem Fahrer angeordnet wurde. Trotz der fortschrittlichen Konstruktionsprinzipien blieb die Produktion beschränkt, Foden konnte lediglich drei Doppeldeckerbusse und eine kleinere Anzahl von Eindeckerbussen mit diesem Fahrgestell verkaufen.

### PVD6

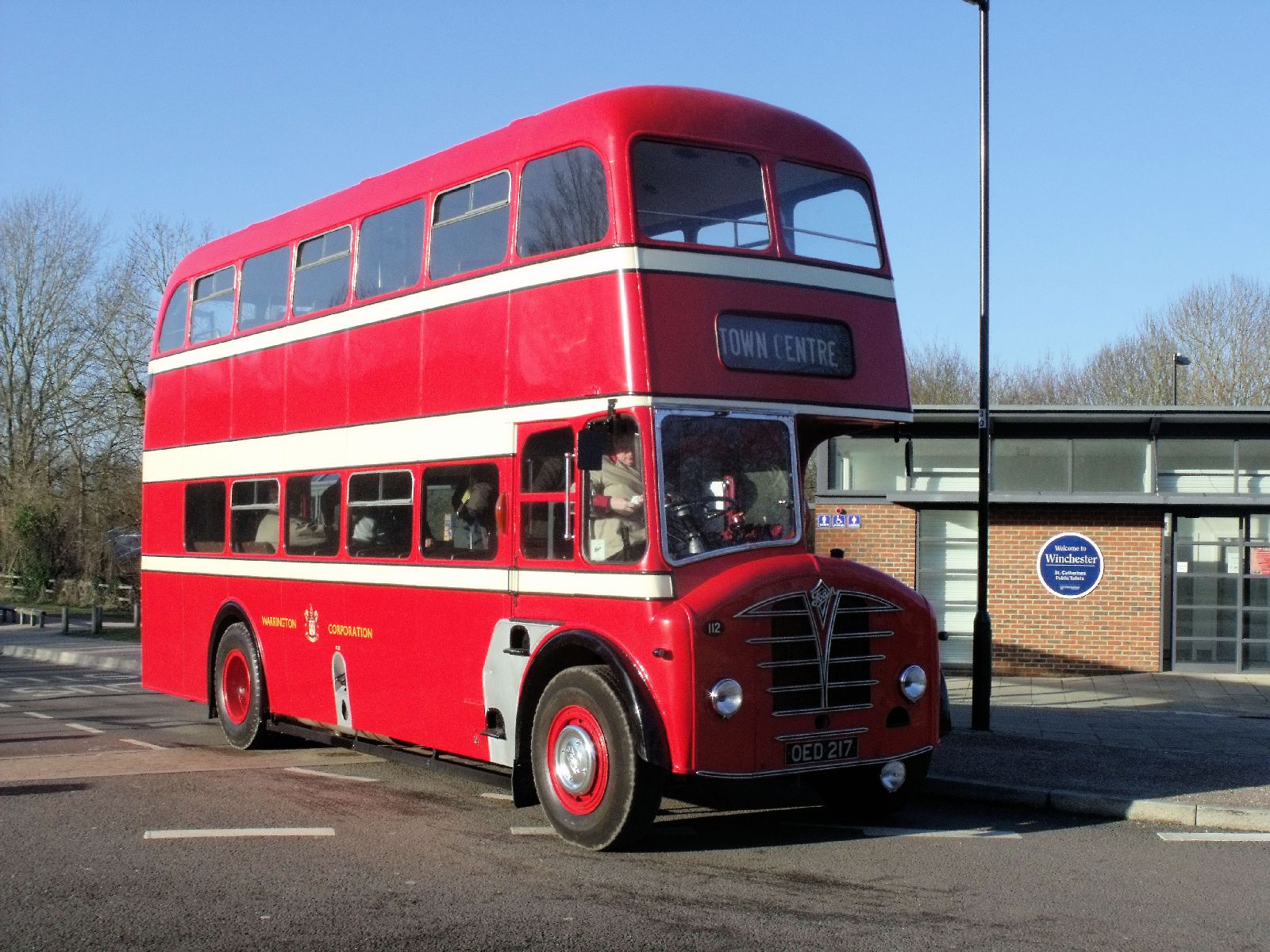
Foden PVD6

Nach dem Ende des Zweiten Weltkrieges wurde 1945 mit dem PVD6 ein Doppeldeckerbus vorgestellt. Wieder als Frontlenker ausgelegt, besaß das Fahrzeug hydraulische Bremsen. Außergewöhnlich war auch der X-förmige Rahmen. Auch diesem Modell war kein großer Erfolg beschieden, es blieb zunächst bei einem Demonstrator. 1951 wurde die Produktion des PVD6 doch noch aufgenommen. In diesem Jahr entstanden sechs Stück, insgesamt wurden über einen Zeitraum von zehn Jahren 450 Busse dieses Typs hergestellt, von denen ein Teil exportiert werden konnte. Ausgerüstet wurden die Busse mit dem Zweitakt-Dieselmotor von Foden, Motoren von Gardner waren als Option erhältlich.

### PVSC6
Erst der 1946 erschienene PVSC6 wurde in größeren Stückzahlen gebaut. Dabei stand S für Eindecker (single deck) und C6 für die Motorisierung mit einem Sechszylinder-Dieselmotor von Cummins. Das Chassis basierte weitgehend auf dem PVD. Foden konnte zahlreiche Fahrzeuge unter anderem auch nach Australien exportieren, wo sie teilweise als Passenger-Freighter karosseriert wurden. Typisch für die für den britischen Markt gebauten Busse war dabei die halbseitig vorgezogener Fahrerkabine, die für den Fahrer eine gute Rundumsicht und eine leichte Zugänglichkeit zum Motor bot. Außerdem konnte die Abwärme des Motors außerhalb des Fahrgastraumes abgeführt werden, was bei Frontlenkern mit vorn liegenden Motor nur schwer möglich war.

### PVR

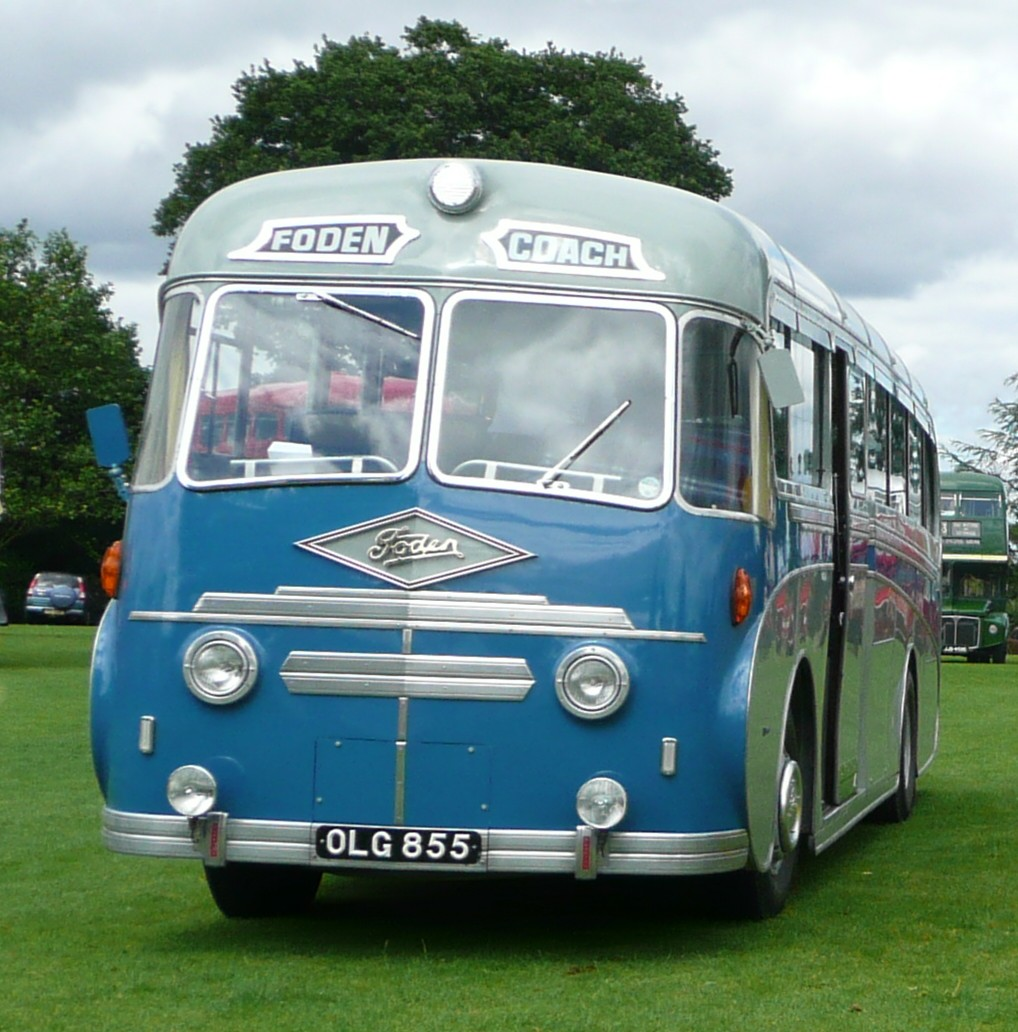
Foden PVRF6, Baujahr 1951, Aufbau Venturer

1950 folgte ein Fahrgestell mit hinten liegendem Motor, der PVR. Dabei stand R für rear und bezeichnet den im Heck angeordneten Motor. Foden führte eine derartige Konstruktion sieben Jahre vor Leyland ein und war damit seiner Zeit weit voraus. Die Produktion der heckgetriebenen Busse wurde vier Jahre später eingestellt.

### PVFE6
Im gleichen Jahr wurde mit dem PVFE6 auch ein Modell mit vorn liegendem Motor gebaut. Das F in der Typenbezeichnung steht hier für den vorn liegenden Motor, das E für den Sechszylinder-Zweitakt-Dieselmotor von Foden. Offensichtlich nur in geringer Stückzahl gebaut, erregte es durch seine angedeutet stromlinienförmige, anderhalbstöckige Karosserie Aufsehen. London Transport hatte mit dem Interstate Cub derartige Busse vor dem Zweiten Weltkrieg für den Verkehr zwischen den Londoner Flughäfen eingesetzt. Vorteil der Karosserie war, das unter dem erhöhten hinteren Teil genügend Stauraum für das Gepäck der Fahrgäste vorhanden war.

### DG/FG
In Australien wurden zweiachsige Zugmaschinen aus der Serie DG bzw. FG auch für Sattelzugomnibusse eingesetzt. Die ab 1948 gelieferten Fahrzeuge kamen zunächst bei den  Western Australian Government Tramways bzw. Western Australian Government Railways zum Einsatz, gelangten aber danach in die Hände ziviler Betreiber. Als Auflieger wurden vorwiegend vorhandene, gebrauchte Fahrzeuge eingesetzt. Einige Zugmaschinen erhielten ein erhöhtes Dach mit Fahrtzielanzeige und wurden optisch an die Auflieger angeglichen.

### Foden NC
1976 versuchte das Unternehmen wieder in den Markt für Busse einzusteigen. Zusammen mit dem Karosseriehersteller Northern Counties wurde ein Doppelstockbus entwickelt. Zu diesem Zeitpunkt hatte Leyland gerade den langjährigen Konkurrenten Daimler übernommen, die von dem Unternehmen hergestellten Busse litten jedoch unter Qualitätsproblemen und fanden wegen der Firmenpolitik von Leyland, nur eigene Motoren anzubieten, bei einigen Betreibern wenig Akzeptanz. Foden wollte die Probleme bei Leyland nutzen und sich einen Anteil am Markt verschaffen. Bei der Konstruktion handelte es sich um einen integrierten Bus, bei dem Chassis und Aufbauten konstruktiv aufeinander abgestimmt waren und von einem Hersteller gefertigt wurden. Die bis in die 1970er Jahre im Vereinigten Königreich übliche getrennte Entwicklung und Fertigung von Fahrgestell und Karosserie ließ eine leichtere Anpassung auf die Anforderungen der verschiedenen Betreiber zu, ein integrierter Bus konnte jedoch leichter konstruiert und kostengünstiger gefertigt werden. Doch auch dieser Versuch scheiterte, vom Foden NC wurden nur acht Stück gebaut, einer der Busse erhielt eine Karosserie von East Lancs. Als problematisch hatte sich die Konstruktion der Kraftübertragung erwiesen, verschieden verbaute Getriebe, darunter ein Automatikgetriebe von Voith, brachten keine befriedigende Lösung.